# Baron Mucki von Kalk
Baron Mucki von Kalk ist eine fiktive Witzfigur aus Wien, die besonders in den 1950er Jahren berühmt geworden ist. Er wurde als wichtige Nebenfigur in Graf-Bobby-Witzen bekannt. Ab 1961 erschienen drei Filme, in denen jeweils der Schauspieler Gunther Philipp die Rolle Baron Mucki von Kalks übernahm. Peter Alexander spielte in allen Filmen die Rolle des Grafen Bobby. 
Auch auf einer Schallplatte mit Baron Mucki und Graf Rudi spricht Gunther Philipp die Rolle des Mucki von Kalk.